# Yoshiatsu Oiji
Yoshiatsu Oiji (født 2. april 1998) er en japansk fodboldspiller.
Han har spillet for flere forskellige klubber i sin karriere, herunder FC Tokyo.